# Braunkäse

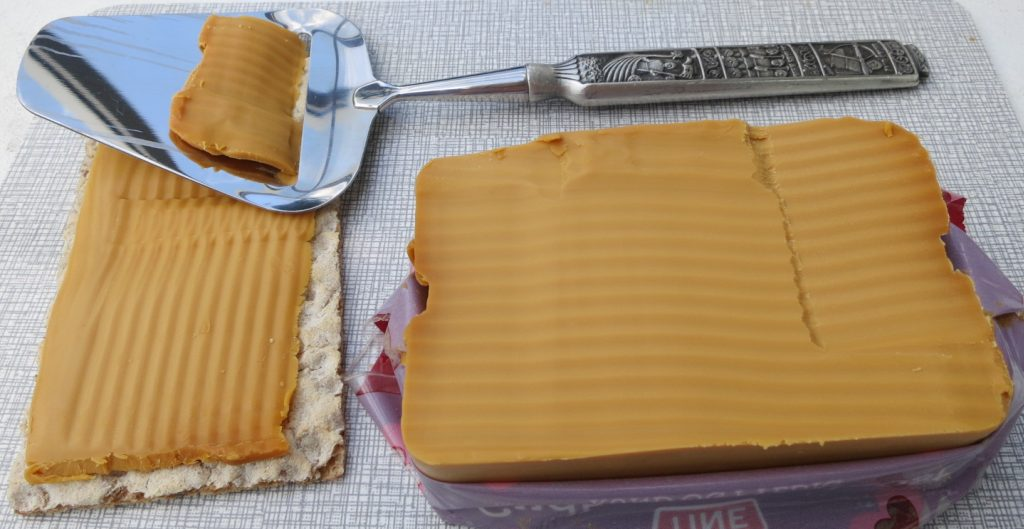
Braunkäse (Gudbrandsdalsost) mit Knäckebrot und Käsehobel

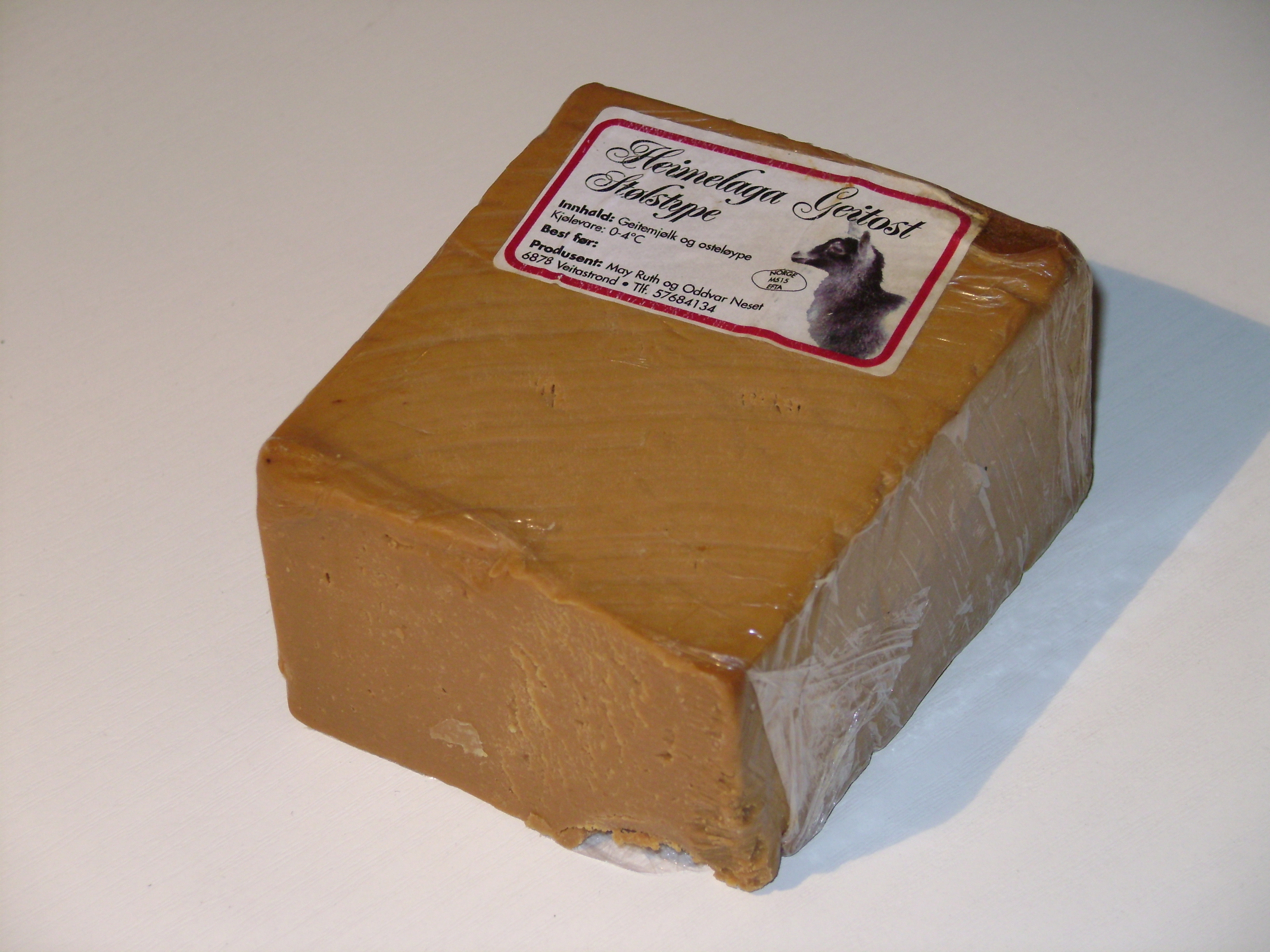
Norwegischer brauner Ziegenkäse (Geitost)

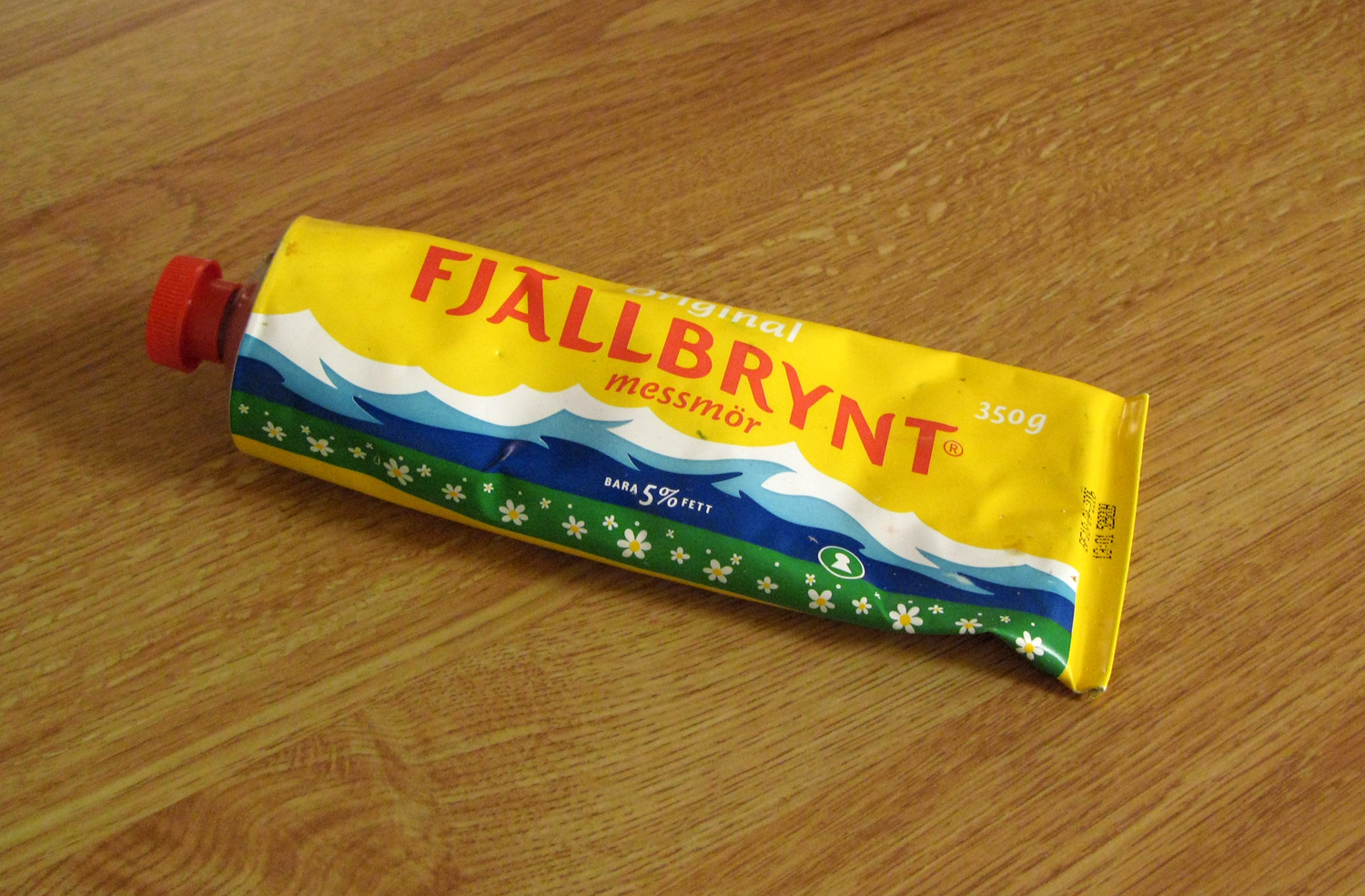
Eine Tube mit Messmör

Braunkäse (norw.: brunost bzw. mysost, schwed.: mesost) ist ein vorrangig norwegischer, auch im schwedischen Jämtland regional vertretener Molkenkäse, der aus Kuh-, Ziegen- oder Schafsmilch (oder einer Mischung) hergestellt wird.
Die Molke wird eingekocht; die Länge des Kochprozesses ist ausschlaggebend für den süßlich-karamellartigen Geschmack und für die Farbe, die  hell- bis dunkelbraun sein kann. Beides entsteht dadurch, dass der in der Molke enthaltene Milchzucker unter kräftigem Umrühren karamellisiert. Am Ende wird das Milchfett beigemengt (Sahne, dann norw. Fløtemysost). Es entsteht ein fester Käse, der mit dem Käsehobel geschnitten wird. Üblicherweise wird er in dünn gehobelten Scheiben auf hellem Brot oder Knäckebrot gegessen, mit dem süßlichen Geschmack harmoniert besonders Marmelade von roten Früchten.
Als wichtigste Sorten gelten in Norwegen Gudbrandsdalsost, Ekte Geitost und Fløtemysost.
Nach der gleichen Herstellungsmethode entsteht der streichfähige Prim, der auch weicher Braunkäse genannt wird.
Braunkäse wurde bereits im 17. Jahrhundert durch Petter Dass in Die Norwegische Tal-Weise (norw. 'Den Norske Dale-Viise') erwähnt. Heute werden in Norwegen jährlich etwa 12.000 Tonnen Braunkäse produziert.
In Schweden wird das Produkt mesost (etwa Molkenkäse) genannt, die streichbare Variante, oft verpackt in Tuben, heißt messmör (etwa 'Molkenbutter').

## Trivia
Im Januar 2013 geriet in Norwegen ein mit Brunost beladener LKW im Brattlitunnel in Flammen. Die Löscharbeiten dauerten vier Tage, auch wegen der durch den hohen Fett- und Zuckergehalt bedingten hohen Brennbarkeit des geladenen Käses.